# Santa Maria de Ferrariis
Santa Maria de Ferrariis var en kyrkobyggnad i Rom, helgad åt Jungfru Maria. Kyrkan var belägen i närheten av Colosseum i Rione Monti. 

## Historia
Kyrkans första omnämnande förekommer i ett dokument från år 1173. I ett dokument från påve Bonifatius VIII:s pontifikat (1294–1303) benämns kyrkan ”ecclesiae S. Mariae de ferrariis que dicitur cripta balnearia”. Enligt Pasquale Adinolfi var kyrkan belägen på Oppius-kullens sydsluttning. År 1895 fann man några rester av kyrkan mellan Colosseum och Titus termer.

## Omnämningar i kyrkoförteckningar
| Katalog                      | År         | Benämning                          |
| ---------------------------- | ---------- | ---------------------------------- |
| Catalogo di Cencio Camerario | 1192       | sce. Marie de Ferrariis            |
| Il Catalogo Parigino         | cirka 1230 | s. Maria de Ferrariis              |
| Il Catalogo di Torino        | cirka 1320 | Ecclesia sancte Marie de Ferrariis |
| Il Catalogo del Signorili    | cirka 1425 | sce. Marie de Ferrariis            |